# زنگلان علیا
زنگلان علیا، روستایی است از توابع بخش حاجیلار شهرستان چایپاره در استان آذربایجان غربی ایران.از کنار این روستا رود آغ چای می گذرد که اهالی روستا هم برای آبیاری زمین ها ی کشاورزی هم برای ماهی گیری از آن استفاده میکنند.از مهمترین خانواده های این روستا میتوان به خانواده های جعفرپورو قربانی و محمدزاده و علیزاده و موسی نژاد و ...اشاره کرد.شغل اکثر اهالی روستا کشاورزی بوده ولی دام پروری و باغ داری نیز در این روستا صورت میپذیرد. از مهمترین مولفه های روستا به خاک حاصلخیز و پر آب بودن روستا میتوان اشاره کرد.ومحصولات کشاورزی این روستا همیشه از کیفیت خوبی بهرهمند هستند.

## جمعیت
این روستا در دهستان حاجیلار جنوبی قرار داشته و بر اساس سرشماری سال ۱۳۸۵ جمعیت آن ۳۲۶نفر (۸۹ خانوار)
بوده‌است.